# Catherine Hessling

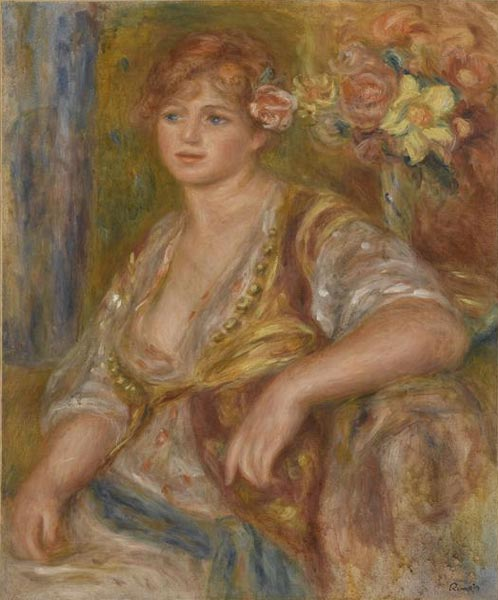
Blonde à la rose, Andrée, 1915-1917 door Pierre-Auguste Renoir

Catherine Hessling (geboren als Andrée Madeleine Heuschling, (Moronvilliers (Marne) 22 juni 1900 -  La Celle-Saint-Cloud (Yvelines) 28 september 1979) was een Frans actrice. Hessling speelde mee in 15, voornamelijk stomme, films voordat ze afstand nam van het publieke leven in de jaren 30 van de twintigste eeuw.  Hessling was de eerste vrouw van filmregisseur Jean Renoir. 

## Biografie
Hessling, geboren in de Champagne-Ardenne, vluchtte tijdens de Tweede Wereldoorlog naar Nice. In 1917 ontmoette ze de schilder Henri Matisse die onder de indruk was van haar schoonheid. Matisse stuurde haar door naar zijn collega-kunstenaar Pierre-Auguste Renoir, daar hij achtte dat ze goed zou passen als model voor hem. Hessling stond model, zowel gekleed als naakt, voor Renoir tot zijn overlijden in december 1919. Renoirs tweede zoon, de filmregisseur Jean, werd verliefd op Hessling. Het tweetal trouwde op 24 januari 1920. Hessling werd zwanger van een kind, Alain Renoir, op 31 oktober 1921 geboren werd.
Renoir had voorheen gehoopt op een carrière in de wereld van keramiek, maar besloot uiteindelijk om iets te bereiken in de filmwereld. Hij gaf later aan dat hij deze keuze maakte om van Hessling een ster te maken. Hoewel beiden een liefde hadden voor Amerikaanse films en Hessling de modes en het gedrag van de Amerikaanse acteurs overnam, had ze hiervoor nooit de ambitie gekoesterd om iets te bereiken als actrice.
Renoir produceerde in 1924 zijn eerste script, Catherine. Albert Dieudonné zou de film gaan regisseren. Renoir bedacht voor Hessling een zeer overdreven 'look' waarbij een zwarte mond en ogen afstaken bij de witte make-up van haar gezicht. Deze stijl zou opnieuw worden gebruikt in Renoirs eerste lange film La Fille de l'eau en in de extravagante en dure verfilming van  Émile Zola's Nana (1926). Hesslings optreden in deze laatste film werd omschreven als karakteristiek gestileerd en overdreven, maar toch zeer gepast voor de rol die ze speelde.
Hessling speelde in drie andere films van Renoir mee voordat de twee in 1931 scheidden. Er waren geruchten dat ze de rol van Lulu zou gaan spelen in Renoirs eerste film met geluid La Chienne. Hessling voelde zich bedrogen toen de producenten van de film erop stonden de rol aan een andere actrice, Janie Marèse, toe te wijzen en dat Renoir hiermee instemde. Na de scheiding (die niet voltooid was voor 1943) vertolkte Hessling nog maar drie kleine filmrollen. Wel was ze nog een tijd danseres voordat ze voor goed afscheid nam van de showbusiness.
Catherine Hessling stierf op 28 september 1979 op 79-jarige leeftijd in een buitenwijk van Parijs. Jean Renoir was eerder datzelfde jaar in Californië gestorven

## Filmografie
- 1924 : Catherine ou Une vie sans Joie - Albert Dieudonné
- 1925 : La Fille de l'eau - Jean Renoir
- 1926 : Nana - Jean Renoir
- 1927 : La P'tite Lili - Alberto Cavalcanti
- 1927 : Sur un air de charleston - Jean Renoir
- 1928 : Yvette - Alberto Cavalcanti
- 1928 : La Petite Marchande d'allumettes - Jean Renoir
- 1928 : En rade - Alberto Cavalcanti
- 1928 : Tire-au-flanc - Jean Renoir
- 1929 : Le Petit Chaperon rouge - Alberto Cavalcanti
- 1929 : Vous verrez la semaine prochaine - Alberto Cavalcanti
- 1930 : Die Jagd nach dem Glück (1930) - Rochus Gliese, Carl Koch and  Lotte Reiniger
- 1933 : Du haut en bas - Georg Wilhelm Pabst
- 1933 : Coralie et Cie - Alberto Cavalcanti
- 1935 : Crime et châtiment - Pierre Chenal[3]

- Biblioteca Nacional de España: XX1785477
- Bibliothèque nationale de France: cb14017767t (data)
- Gemeinsame Normdatei: 1022709089
- International Standard Name Identifier: 0000 0000 7826 3418
- Library of Congress Control Number: nr97040904
- Nationale Bibliotheek van Tsjechië: xx0159791
- SNAC: w63c9c7n
- Système universitaire de documentation: 077801822
- Virtual International Authority File: 56808566
- WorldCat: E39PBJwxQ6FdRYWffGxPbRHgrq